# Joseph Friedrich Nicolaus Bornmüller
Joseph Friedrich Nicolaus Bornmüller (Hildburghausen, 6 febbraio 1862 – Weimar, 19 dicembre 1948) è stato un botanico tedesco.

## Biografia
Studiò orticoltura a Potsdam e nel 1886 viaggiò nei Balcani e in Grecia per la sua prima spedizione botanica. Nel 1887-88 lavorò presso l'orto botanico di Belgrado e durante la sua successiva carriera condusse studi botanici in tutto il Medio Oriente, l'Asia Minore e il Nord Africa. Nella sua ricerca, visitò anche la Grecia, Madera e le Isole Canarie.
Nel 1903 succedette a Heinrich Carl Haussknecht (1838-1903) come curatore del "Haussknecht Herbarium" a Weimar, posizione che ha mantenuto fino al 1938. Nel 1918 fu premiato come professore onorario presso l'Università di Jena.
Tra le numerose pubblicazioni di Bornmüller si trattava di un trattato sulla flora macedone intitolata Beiträge zur Flora Mazedoniens (1925-1928).